# Stazione di Licola

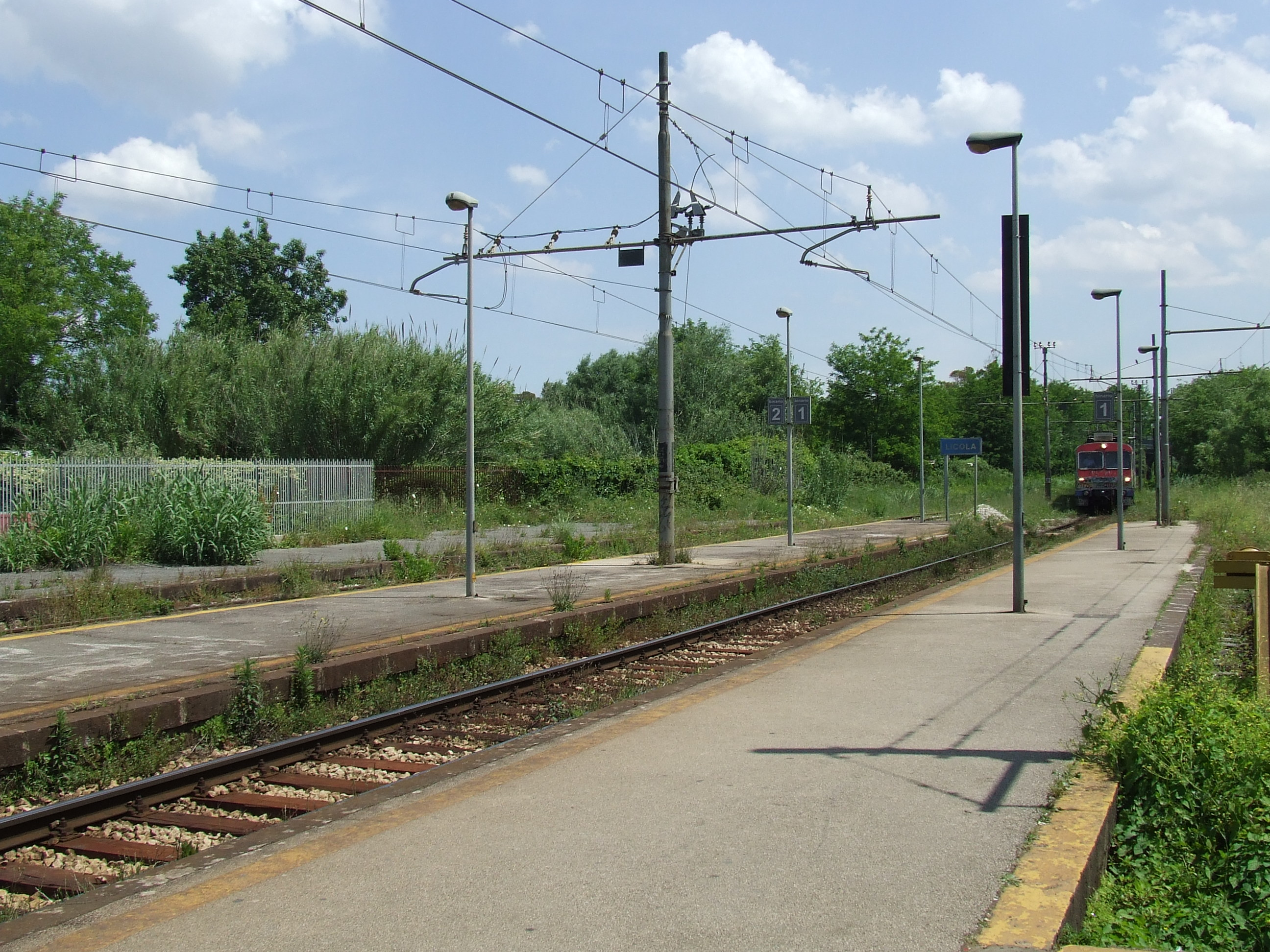
Un treno in arrivo nella stazione di Licola

La stazione di Licola è una stazione ferroviaria posta sulla Ferrovia Circumflegrea gestita dall'Ente Autonomo Volturno. È ubicata in via dei Platani nel comune di Pozzuoli, nella località di Licola, a poca distanza dal confine con il comune di Giugliano in Campania.

## Strutture e impianti
La stazione dispone di 2 binari ad uso passeggeri ed uno tronco. È presente una biglietteria ed un parcheggio adiacente allo stabile.

## Movimento
Il traffico passeggeri è buono, soprattutto nel periodo estivo. Tutte le corse giornaliere della Circumflegrea fanno capolinea qui.

## Interscambi
Nelle adiacenze della stazione è presente la fermata di EAV.
- Fermata autobus

## Progetti futuri
Nel 2012 venne proposta la costruzione di una diramazione da Licola a Giugliano in Campania, presso la base NATO di Lago Patria.
Tra il 2022 e il 2023 venne proposta la costruzione di un servizio su rotaie per collegare la stazione di Licola con quella di Chiaiano della Metropolitana di Napoli passando per i comuni di Giugliano in Campania, Qualiano, Villaricca, Calvizzano, Marano di Napoli e Mugnano di Napoli.
Il 28 gennaio 2025 è stato presentato il piano del Comune e della Città Metropolitana di Napoli per il potenziamento del trasporto rapido di massa, e tra i progetti presentati da far finanziare al Ministero dei Trasporti venne riproposto il progetto "Gronda Ovest" come monorotaia sopraelevata che da Scampia segue il tragitto della Circumvallazione Esterna di Napoli e collega Mugnano, Villaricca, Giugliano e Qualiano; escludendo Licola da questo progetto.